# Manners of Dying
Manners of Dying ist ein kanadisches Filmdrama von Jeremy Peter Allen aus dem Jahr 2004. In der Hauptrolle ist Roy Dupuis zu sehen.
Der Film basiert auf einer Kurzgeschichte von Yann Martel aus seinem Buch Aller Irrsinn dieses Seins (The Facts behind the Helsinki Roccamatios).

## Handlung
Der zum Tod verurteilte Kevin Barlow wird hingerichtet. Seine letzten Stunden und seine letzte Mahlzeit werden in acht verschiedenen Varianten dargestellt. Der Gefängnisdirektor und seine Leute kümmern sich trotz der großen psychischen Belastungen um die vorschriftsmäßige Abwicklung gemäß dem Protokoll. Der letzte Wunsch des Todeskandidaten ist es, die Videobänder und Tonbandaufzeichnungen seiner letzten Stunden seiner Mutter zu übergeben, die nicht an der Vollstreckung teilnimmt. Am Ende bietet ihr der Gefängnisdirektor die Kassetten in einem Brief an und überlässt ihr die Entscheidung, sie später anzusehen.

## Kritiken
Der Film erhielt meist positive Kritiken vor allem die beiden Hauptdarsteller. Er erinnert an den Film Dead Man Walking.
- „Well executed“ … „played with unnerving perfection by Serge Houde“ … „In every episode, Dupuis puts a completely different, yet equally powerful, spin on Barlow – proving the role required someone with a lot of onscreen presence“ – Sarah Rowland, montrealmirror, 17. Februar 2005.[1]

## Auszeichnungen
- 2005: Jeremy Peter Allen und Roy Dupuis waren am 3. November 2005 beim Film- und TV-Festival Cinéma Tout Ecran in Genf in der Schweiz. Sie beantworteten auch Fragen über die Todesstrafe. Der Film erhielt eine Mention Speciale Du Jury und einen Prix Cinéma Tout Ecran Du Jury Des Jeunes, also eine Spezialerwähnung und einen Preis der Jugendlichen.

- 2006: Nominierungen für Genie Awards für Jeremy Peter Allen für den besten Schnitt und für Éric Pfalzgraf für die beste Musik.

## Hintergrundinformationen
Es gab 19 Drehtage in einem ehemaligen Frauen-Gefängnis in der Stadt Québec.
Der Film hatte das niedrige Budget von einer Million CAD. Es gab daher keine Stunt-Doubles.
Es wurde abwechselnd einen Tag in der Zelle und einen Tag in der Todeskammer gedreht. Der Film tritt eigentlich nicht für oder gegen die Todesstrafe ein. Er will das Publikum anregen, sich selber eine Meinung zu bilden. Eine Ablehnung der Todesstrafe ist jedoch nicht gegen die Intentionen des Regisseurs und Roy Dupuis’. Roy Dupuis war so begeistert von dem Projekt, dass er sich mit einer geringen Gage begnügte. Er wollte mit diesem Film sein Sonnyboy-Image etwas verändern.
Der Film wurde im Juli 2005 in Kanada unter dem französischen Titel L’Exécution in englischer und französischer Sprache auf DVD herausgebracht. Es gibt darauf ein kurzes informatives Making of und eine lustige Szene. Die Lauflänge beträgt ca. 104 Minuten. In Kanada unterliegt der Film keiner Altersbeschränkung.
Der Filmtitel bedeutet übersetzt auf Deutsch etwa: Arten des Sterbens.